# Partido Liberal de Chile (2013)
De Partido Liberal de Chile (Nederlands: Liberale Partij van Chili, PL) is een Chileense politieke partij die op 26 januari 2013 is opgericht. De partij wordt in de Kamer van Afgevaardigden vertegenwoordigd door Vlado Mirosevic.

## Geschiedenis
De Partido Liberal (PL) is voortgekomen uit de partij ChilePrimero (Chili Eerst) die in 2007 werd opgericht door oud-leden van de Partido por la Democracia (Partij voor de Democratie). In 2013 verlieten een aantal leden van ChilePrimero deze partij en richtten de Partido Liberal de Chile op. Het liberalisme in Chili wordt vooral geassocieerd met het economisch liberalisme in haar meest ongetemperde vorm zoals dat tijdens de jaren van de militaire dictatuur (1973-1990) werd geïntroduceerd door de regering van generaal Augusto Pinochet. De oprichters van de PL hadden echter een sociale vorm van het liberalisme voor ogen. Naast deze keuze voor een sociaalliberalisme werd ook gekozen voor federalisme, directe democratie en digitale democratie.

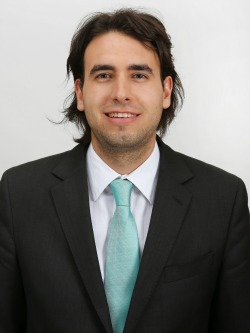
Vlado Mirosevic Verdugo (*1987), Afgevaardigde 2014-2018

In aanloop naar de presidentsverkiezingen van 2013 sprak de partij haar steun uit voor de kandidatuur van Marco Enríquez-Ominami. Bij de parlementsverkiezingen van dat jaar werd Vlado Mirosevic in de Kamer van Afgevaardigden gekozen. De PL werkt nauw samen met de Partido Progresista (Progressieve Partij).

## Standpunten
De standpunten die PL op verschillende gebieden inneemt:
- Vóór legalisering van softdrugs;
- Vóór legalisering van euthanasie;
- Vóór liberalisering van de abortuswetgeving;
- Vóór de openstelling van het huwelijk tussen twee personen van hetzelfde geslacht;
- Vóór directe democratie;
- Vóór secularisering van het politiek en maatschappelijk leven

- Tegen centralisering;
- Tegen het presidentieel systeem;
- Tegen de politieke elite

## Lidmaatschap internationale organisaties
Van 2013 tot 2015 was de PL waarnemend lid van de Liberale Internationale; in 2015 werd deze waarnemersstatus omgezet in een volledig lidmaatschap.

## Presidentskandidaten
- 2013: Marco Enríquez-Ominami (PRO)

## Verkiezingsresultaten
| Jaar | Aantal afgevaardigden (totaal aantal zetels tussen haakjes) | Aantal senatoren (totaal aantal zetels tussen haakjes) |
| ---- | ----------------------------------------------------------- | ------------------------------------------------------ |
| 2013 | 1 (120)                                                     | 0 (38)                                                 |